# Маркетт (округ, Мічиган)
Шаблон:StateAbbr_ 46°40′ пн. ш. 87°36′ зх. д. / 46.66° пн. ш. 87.6° зх. д.
Округ Маркетт (англ. Marquette County) — округ (графство) у штаті Мічиган, США. Ідентифікатор округу 26103.

## Історія
Округ утворений 1843 року.

## Демографія
За даними перепису
2000 року
загальне населення округу становило 64634 осіб, зокрема міського населення було 37522, а сільського — 27112.
Серед мешканців округу чоловіків було 32457, а жінок — 32177. В окрузі було 25767 домогосподарств, 16480 родин, які мешкали в 32877 будинках.
Середній розмір родини становив 2,9.
Віковий розподіл населення поданий у таблиці:
| Стать    | До 15 років | 15-21 | 22-29 | 30-39 | 40-49 | 50-65 | 65-85 | Понад 85 |
| -------- | ----------- | ----- | ----- | ----- | ----- | ----- | ----- | -------- |
| Чоловіки | 5607        | 4254  | 3587  | 4324  | 5491  | 5447  | 3404  | 343      |
| Жінки    | 5413        | 4227  | 3157  | 4109  | 5321  | 4958  | 4205  | 787      |

## Суміжні округи
- Ківіно — північ
- Алджер — схід
- Делта — південний схід
- Меноміні — південь
- Дікінсон — південь
- Айрон — південний захід
- Багара — захід
- Гаутон — північний захід

## Виноски
1. ↑  United States Census Bureau. US Decennial Census. United States Census Bureau. Архів оригіналу за 26 квітня 2015. Процитовано 27 вересня 2014.
2. ↑  University of Virginia Library. Historical Census Browser. University of Virginia Library. Архів оригіналу за 11 серпня 2012. Процитовано 27 вересня 2014.
3. ↑  United States Census Bureau. Population of Counties by Decennial Census: 1900 to 1990. United States Census Bureau. Архів оригіналу за 15 лютого 2015. Процитовано 27 вересня 2014.
4. ↑  United States Census Bureau. Census 2000 PHC-T-4. Ranking Tables for Counties: 1990 and 2000 (PDF). United States Census Bureau. Архів (PDF) оригіналу за 18 грудня 2014. Процитовано 27 вересня 2014.
5. ↑  United States Census Bureau. State & County QuickFacts. United States Census Bureau. Архів оригіналу за 12 серпня 2011. Процитовано 28 серпня 2013.(англ.) Наведено за англійською вікіпедією.
6. ↑  American FactFinder. Бюро перепису населення США. Архів оригіналу за 26 лютого 2012. Процитовано 31 січня 2008.

| США | Це незавершена стаття з географії США. Ви можете допомогти проєкту, виправивши або дописавши її. |